# Cricula quinquefenestrata
Cricula quinquefenestrata is een vlinder uit de familie nachtpauwogen (Saturniidae), onderfamilie Saturniinae.
De wetenschappelijke naam van de soort is voor het eerst geldig gepubliceerd door Roepke in 1940.